# Mattie Stepanek
Matthew Joseph Thaddeus Stepanek (* 17. Juli 1990 in Washington, D.C.; † 22. Juni 2004 ebenda) war ein US-amerikanischer Lyriker. Er veröffentlichte  fünf Gedichtbände, von denen drei in den Bestsellerlisten der New York Times geführt wurden.
Stepanek litt seit seiner Geburt an einer seltenen Form der Muskeldystrophie, einer Erbkrankheit, die fast alle Körperfunktionen beeinträchtigt. Seine älteren drei Geschwister starben bereits als Kleinkinder an dieser Krankheit. Nachdem sein Bruder starb, als Mattie erst drei Jahre alt war, begann er Gedichte zu schreiben.
Als er 2001 wegen einer lebensbedrohlichen Halsblutung im Krankenhaus lag, druckte ein kleiner Verlag in Virginia seinen Gedichtband Heartsongs in einer Auflage von 200 Stück, die an Freunde und Verwandte Stepaneks gehen sollten. Das Krankenhaus, in dem er lag, hatte sich an den Verlag gewandt, damit sein Wunsch erfüllt würde, seine Gedichte veröffentlicht zu sehen. Nach einer Pressekonferenz explodierte das Interesse an dem Buch. Es wurden über 500.000 Exemplare gedruckt. 
Heartsong war für Stepanek der Ausdruck einer inneren Stimme, die seinem Wunsch nach Hoffnung und Frieden Ausdruck verlieh. Stepanek starb am 22. Juni 2004 im Alter von 13 Jahren.

## Werke
- Mattie J.T. Stepanek: Journey Through Heartsongs. Hyperion Books, New York 2002, ISBN 0786869429
- Mattie J.T. Stepanek: A Heartsongs Collection: Heartsongs and Journey Through Heartsongs. Hyperion Books, New York 2002, ISBN 0786869534
- Mattie J.T. Stepanek: Hope Through Heartsongs: Poetry. Hyperion Books, New York 2002, ISBN 0786869526
- Mattie J.T. Stepanek: Heartsongs. Hyperion Books, New York 2002, ISBN 078686947X
- Mattie J.T. Stepanek: Celebrate Through Heartsongs. Hyperion Books, New York 2002, ISBN 1401396933
- Mattie J.T. Stepanek: Loving Through Heartsongs. Hyperion Books, New York 2003, ISBN 1401396941
- Mattie J.T. Stepanek: Loving Through Heartsongs. Vsp Books/Hyperion, New York 2003, ISBN 0786869461